# NHKワールドTV 番組一覧
この項目では、日本放送協会(NHK)のテレビ国際放送のうち、「NHKワールドTV」で放送される番組を紹介する。NHKワールド・プレミアムで放送される番組についてはNHKワールドプレミアム 番組一覧を参照。

## 概要
NHKワールドTVは海外での直接受信が想定されているため、英語による情報発信が主目的とされており、ワールド・プレミアムとの間で編成の見直しが進められ、現在は全時間帯が英語主音声となるように再編されている。そのため、日本語音声のみの番組および権利関係で外国人向け放送の直接受信に向かない番組はすべてワールド・プレミアムへ移動した。
以下総合テレビは「GTV」、教育テレビは「ETV」、BS1は「BS1」、BSプレミアムは「BSプレミアム」、NHKワールド・プレミアムは「ワールド・プレミアム」と、それぞれ表記する。「二」は英語主音声の二重音声（国内向け放送の英語主音声の二重音声番組では、日本語音声を聞きたい場合リモコンで音声切り替えを行う必要がある）。また、放送時間は日本標準時(JST)表記である。

## 国際放送局制作の番組
- 最近では、日本在住の外国人向けに国内波で放送されるものが増えている。
- 遅れはNHKワールドTV初回放送日基準。
- NHKワールド・ラジオ日本で放送されていた番組には「※」を付した。国際放送のテレビ・インターネットシフトにより同時放送はほぼすべて終わった。
- 海外安全情報、在外選挙のお知らせ、日本語版のワールドウェザー以外はすべて英語放送番組となっている

### ニュース・情報番組
| 番組名                    | 日本国内での放送 | 日本国内での放送 | 日本国内での放送 | 備考 |
| 番組名                    | 媒体             | 放送時間         | 遅れ             | 備考 |
| ------------------------- | ---------------- | ---------------- | ---------------- | --- |
| NHK NEWSLINE              | 放送無し         | 放送無し         | 放送無し         | - 2000年4月開始 - 国際放送では毎時24時間生放送を行う定時の英語ニュース番組 - 2009年2月2日放送分よりハイビジョン制作。 - 平日は原則15分（一部18分）、日本の祝日・土・日は10分。日本時間火-土曜日の5-9時（土曜日早朝は-10時）開始まではニューヨーク支局製作。 - 平日は8・15・16・21時台を除き同番組終了後の15-30分の枠で「NEWS LINE IN DEPTH（ニュース解説・特集）」「DIRECT TALK（インタビュー）」「NEWSLINE BIZ（経済ニュース こちらは17時台を除き18-30分の枠）」のいずれかを交互に放送する。 - 平日15・16時台は30分枠「NEWSLINE ASIA24」と題したアジアに特化したニュースワイドとして放送。 - 平日20・21・3時台（21時台は2023年度から開始）は後述の40分ワイドニュース「NEWSROOM TOKYO」が編成されている。平日4時台はニュース枠がない。 - 国内向けの放送は2007年4月から2009年1月まではDETVマルチ編成で祝日、マルチ編成休止、北海道洞爺湖サミット特別編成期間を除く火曜～木曜の22:45～22:55に国際放送と同時放送され、（4:3SD放送だった）2009年2月2日～2011年3月11日までBS1で火曜～土曜の未明にスポーツ中継や祝日を除き20時-21時台の時差放送を行っていた。DBS1では16:9のワイド画面で放送。 |
| NEWSROOM TOKYO            | 放送無し         | 放送無し         | 放送無し         | - 2015年3月30日開始 - 上掲のNEWS LINEのうち、日本時間平日20時台の枠をワイド化したもの。これは日本やアジア諸国では1日の終わり、ヨーロッパでは1日の中間、またアメリカ大陸では1日の始まりという節目の時間を生かし、日本とアジアを中心としたその日1日のニュースと経済、日本の伝統文化、ポップカルチャー、エンターテインメント情報を届ける。21時台・翌朝3時台（21時台は2023年度追加）に再放映（但し緊急を要する場合は差し替えあり） - メイン司会は吉岡拓馬（NHK国際部記者・ニュースデスク）と渋谷亜希（女優） |
| GLOBAL AGENDA             | BS1              | 随時             | 不明             | - 世界的な問題点を洗い出す長時間討論会 |
| DEEPER LOOK from New York | BS1              | 金曜4:45ｰ5:00    | 不明             | |
| BIZ STREAM                | 放送なし         | 放送なし         | 放送なし         | 1週間の経済動向や経済にまつわる様々なトピックスで構成。司会:シャウラ |
| Asia Insight              | BS1              | 月曜11:55-12:25  | 不明             | 近年世界の成長センターと位置付けられるアジア各国での様々な問題点や、アジアを舞台に活躍する人物にスポットを当てたドキュメンタリー。BSは2か国語放送 |
| J-Arena                   | 放送なし         | 放送なし         | 放送なし         | プロ・アマを問わず、スポーツ界で活躍する日本人アスリートにインタビューを行う。ナビゲーター：木佐彩子 |
| Grand Sumo Highlight      | 放送なし         | 放送なし         | 放送なし         | 大相撲の本場所開催期間中に放送。国内向けのBS1・総合テレビで放送されている「大相撲・幕内の全取組」の英訳版。 この他に、本場所前の金曜日の「J-Arena」の時間帯には展望番組の「Grand Sumo Preview」、1・8・14・15日目の17時台に国内向けの取り組み中継を同時に（総合の副音声英語解説をそのまま）放送する「Grand Sumo Live」が放送されている |

※NHKワールド・プレミアムでの放送時間は月曜未明を除いて2:00-2:30に固定されているが、大相撲中継期間中は当該時間帯に「大相撲 幕内の全取組」と5分間のミニ番組が編成されるため休止または時間帯移動される。

### 音楽・エンターテインメント
| 番組名         | 日本国内での放送 | 日本国内での放送             | 日本国内での放送 | 備考 |
| 番組名         | 媒体             | 放送時間                     | 遅れ             | 備考 |
| -------------- | ---------------- | ---------------------------- | ---------------- | --- |
| J-MELO         | BSプレミアム     | 日未明（土曜深夜）           | 5日遅れ          | - 2008年4月から2012年3月まではGTVの放送でワールドTVより7日、ワールド・プレミアムより5日早い先行放送だった。 - 2006・2007年度はEテレ3の放送で、2007年度は逆に1日早い先行放送だった（4:3SD画質だった）。 - スペシャル版は2010年度までBS2、BShiでも放送する場合があった。 - 日本国内向けの放送はステレオ放送。 - テレビジャパンでも放送されている。 - 字幕の扱い - NHKワールドTV…英語 - NHKワールド・プレミアム、BSプレミアム、テレビジャパン…日本語 - ワールド・プレミアムは2009年4月から2011年3月までノンスクランブル放送 - ワールドTV（PAL方式のSD放送）とワールド・プレミアムはサイドカットした4:3サイズでの放送 |
| SONGS OF TOKYO | 総合             | 随時ミッドナイトチャンネル枠 | 不定             | 司会は村上信五、ホラン千秋 |
| KABUKI KOOL    | 放送なし         | 放送なし                     | 放送なし         | 松竹監修により、外国人や歌舞伎初心者にもわかりやすく鑑賞の楽しみ方などを解説する。 解説・講師：片岡愛之助 |

### 教養・ライフスタイル
| 番組名                                   | 日本国内での放送 | 日本国内での放送                 | 日本国内での放送           | 備考 |
| 番組名                                   | 媒体             | 放送時間                         | 遅れ                       | 備考 |
| ---------------------------------------- | ---------------- | -------------------------------- | -------------------------- | --- |
| ひきだすにほんご Activate Your Japanese! | 放送なし         | 放送なし                         | 放送なし                   | 交互放送。ドラマ形式のスキットを見ながら日本語を学ぶもの。主演：フォンチー |
| Learn Japanese from the News             | 放送なし         | 放送なし                         | 放送なし                   | 交互放送。NHKワールドで放送された直近のニュースを題材にして、日本語の文書読解を目的とする講義。講師はNHKワールドのニュースキャスターが勤める。 |
| やさしい日本語 Easy Japanese             | 放送なし         | 放送なし                         | 放送なし                   | 日本語のミニ会話番組（1本3分） |
| Kids Edutainment                         | Eテレ            | 随時                             | 随時                       | 学校放送「NHK for School」の枠で放送された学童・幼児向け番組を英訳にしたもので、毎週土・日曜に10分ずつの番組2本をコンプレックス編成している |
| Sharing the Future                       | BS1              | 月 4:30-5:00                     | 不明                       | 交互放送 |
| RISING                                   | BS1              | 月 4:30-5:00                     | 不定                       | 交互放送 |
| Japanology Plus                          | BS1              | 火 4:30-5:00                     | 不定                       | - 司会はピーター・バラカン - 2010年3月までは関西ではEテレ。それ以外の地域ではGTVで放送。 - 2003年4月から2007年9月までは「Weekend Japanology」、2014年3月までは「Begin Japanology」というタイトルで、国内では数か月遅れの放送だった。 - ワールド・プレミアムでも放送（日本語主音声・英語副音声で放送。2008年10月から2009年3月まではノンスクランブル放送を行っていた） |
| DESIGN TALKS plus                        | BS1              | 水 4:30-5:00                     | 7日遅れ                    | - 2013年2月に開始した「DESIGN TALKS」の後継番組。 - 2018年度からEテレにてステレオ2音声での2か国語放送を開始。 - 2022年度後半からはこれからの派生編として、全編ロケーションによる「Design × Stories」と交互に放送されている。 |
| Medical Frontier                         | BS1              | 土 4:30-5:00                     | 6日遅れ（初回）            | 医療情報番組 |
| The Signs                                | 放送終了         | 放送終了                         | 放送終了                   | 持続可能な開発目標（SDGs）についての話題 |
| Zero Waste Life                          | BS1              | 金 4:30-4:45                     | 一部を除き2022年度の再放送 | 持続可能な開発目標（SDGs）についての話題 |
| Japan Top Inventions                     | 放送なし         | 放送なし                         | 放送なし                   | 日本が世界に誇れる先端技術誕生の舞台裏を描いたドキュメンタリー。司会:ジェイソン・ダニエルソン（厚切りジェイソン。当番組は本名の方で出演している） |
| Where We Call Home                       | BS1              | 火 14:00-14:30・翌週月 5:00-5:30 | 1日遅れ（初回）            | 日本在住の外人を取材したもの BS1:2か国語放送。日本語版ナレーター:サヘル・ローズ |
| Journeys in japan                        | BS1              | 水 14:00-14:30                   | 不定                       | - 旅番組（「NIPPON OUT&ABOUT」の後継番組） - ハイビジョン制作・日本国内向けのみステレオ放送。 - ワールド・プレミアムでも放送 - ワールド・プレミアム、BS1は日本語字幕付き。 - 2017年度よりBS1はステレオ2音声での2か国語放送。 - ワールドTV（PAL方式のSD放送）とワールド・プレミアムはサイドカットした4:3サイズでの放送                                                |
| Core Kyoto                               | BS1              | 木 14:00-14:30・翌週月 5:30-6:00 | 不定                       | BS1:二か国語放送（主音声は日本語） |
| Japan Railway Journal                    | BS1              | 水 04:30 - 05:00                 | 不定                       | 鉄道関連情報を紹介。 |
| Science View                             | 放送なし         | 放送なし                         | 放送なし                   | これまで放送していた国内向け放送番組の「サイエンスZERO」の2か国語放送版を打ち切って、新たにワールドTVオリジナルの化学情報番組として放送開始。「サイエンスZERO」と同様、千代田ラフトも制作協力にあたっている。 |
| Itadakimasu! Dining with the Chef        | 放送なし         | 放送なし                         | 放送なし                   | 料理番組。講師:シェフ・斎藤、行正り香 司会:早見優、パトリック・ハーラン（いずれも交互出演） |
| Trails to Oishii Tokyo                   | BS1              | 金 14:00-14:30                   | 2日遅れ                    | 料理番組。主に食材にスポットを当てる |
| 地域特集キャンペーン                     | 随時             | 随時                             | 随時                       | 日本の特定の1都道府県にスポットを当て、その各都道府県の魅力を世界に発信するキャンペーン番組を1か月間をかけて、レギュラー番組・特集番組を問わず集中編成する |

### 終了した番組
- JAPAN THIS WEEK→JAPAN 7DAYS（日本国内の1週間の出来事を伝える。2012年3月までBS1で放送されていた。）
- ASIA 7DAYS（ハイビジョン制作。2007年10月開始。BS1の放送は2008年度から。）
- ASIA BIZ FORECAST（アジア経済の関連番組）
- ASIAN VOICES（討論番組。キャスターは道傳愛子解説委員。プレミアムでも放送（2009年4月放送分から）。2012年3月までは月1回の放送だった。BS1（2009年4月より開始。2012年4月より時刻変更）、ワールド・プレミアムは2か国語放送（BS1は英語主音声、プレミアムは日本語主音声）を実施し、BS1、ワールド・プレミアムともモノラル二重音声での放送（BS1は2012年3月までステレオ2音声）。日本国内向け地上波・BSでは道傳キャスターによる日本語の番組案内が放送されることがあった）
- WHAT'S ON JAPAN
- News Today 30 Minutes
- Insight&Foresight（インタビュー番組。2007年度に大村朋子が担当。）
- NIPPON OUT&ABOUT
- News Today Asia
- YOKOZUNA～LIFE AT THE TOP（大相撲関連番組）
- 響け 長崎の鐘（Eテレ3で2008年8月12日に単発番組として放送。）
- J-TECH（最新技術関連の情報番組でナビゲーターはパックンマックン。BS1でも単発番組として放送）
- JAPAN BIZ CAST（日本国内ではEテレ3とBS1で放送されていた）
- Your Japanese Kitchen（料理番組。日本国内ではEテレ3で放送されていた。現在はこれまで放送された内容を5分間に再編集したミニ番組「Your Japanese Kitchen mini」として海外向けに放送されている。）
- China Wow!（日本国内ではBS1で放送されていた）
- Sense of Japan（日本の作法・マナーを学ぶというもの。日本国内ではワンセグ2でワンポイントニュースで英会話が無い週のみ放送していた。）
- great gear（日本の製造業全般を紹介する=かつて放送されていた JAPAN BIZ CAST の後継番組。日本国内で行われた展示会、最先端技術、アイデア商品、及び伝統的な手工業品（加えてそれらを現代的に応用した製品）を紹介している。）
- Asia Insight（BS1とワールド・プレミアムは2か国語放送（BS1はステレオ2音声で英語主音声、ワールド・プレミアムはモノラル二重音声で日本語主音声）を実施。）
- TOMORROW（ワールド・プレミアムでも放送（日本語主音声）。2012年12月9日（日曜日）は総合テレビでも10:20 - 10:48に放送（日本語主音声）。東日本大震災関連のドキュメンタリー・紀行番組で、「明日へ -支えあおう-」のオマージュでもある。）
- WORLD WEATHER（ワールド・プレミアムではこれと別に日本語版のワールドウェザーを放送。全時間帯「NHK NEWSLINE」に内包しているが、過去に単独番組（基本的に毎正時の数分前に随時）もあった。2007年4月から2009年1月まではEテレ3で祝日・マルチ編成休止・北海道洞爺湖サミット特別編成期間を除く、火曜～木曜の22:55～23:00に英語版を国際放送と同時放送されていた（4:3SD放送だった）。）
- SPORTS JAPAN
- TOKYO EYE 2020（2006年10月開始。クリス・ペプラーがナビゲーター。東京の今を海外に発信する情報番組ワールド・プレミアムでも放送（2011年4月～2012年3月 日本語主音声）日本国内のDETVでは16:9SD画質のワイド画面で放送。2007年度は国際放送とDETVマルチ編成で放送時刻が同一だったため日本国内でNHKワールドTVと地上デジタル放送を両方受信できる世帯では同じ番組を国際放送初回放送とDETVマルチ編成の1週遅れ放送で並行して見られるケースがあった。2009年1月27日～31日の未明にはBS1でも4:15～4:45に集中放送を行なった。2010年4月からは新作の放送はBS1に移行するが、DETVマルチ編成の放送は継続される（金曜日の14:30-15:00）。ただし、Eテレ3の放送は前年度制作分のアンコール放送となっていた。2009年度制作分の音声は2か国語放送なしでステレオ放送のみとなっていた。2012年3月でBS1の放送が終了したため、Eテレ3は再び今年度の初回放送に戻った。2010年度と2011年度は2か国語放送（日本国内ではステレオ2音声）を実施していた。2021年度終了）
- imagine-nation（アニメ、ゲームなどの最新エンターテイメント情報）
- Meet&Speak（日本語講座。「NIHONGO QUICK LESSON」の後継番組）
- TOKYO FASHION EXPRESS（ファッション情報。日本国内向けの放送は日本語字幕付き。2013年度からEテレ3にて放送。2009年2月8日からは2012年3月まではBS1で放送していた。以前放送していたBS1ではステレオ2音声での2か国語放送（2010年度・2011年度）。番組案内は総合テレビやBSプレミアムでも放送される場合があった。渋谷亜希がナビゲーターを務めていた）
- Exclusive Gardens of Kyoto（日本庭園を紹介）
- Four Seasons in Japan（ハイビジョン制作・日本列島の四季の映像を紹介。）

### 備考
- 日本国内での放送ではスポーツ中継の編成などにより休止となる場合がある。
- 日本の祝日にあたる日は休止となる英語ニュース番組もある。
- デジタル教育テレビのマルチ編成そのものが全面休止の場合、国際放送では通常通り放送されても日本国内では休止となる場合がある。
- 2008年度は、北海道洞爺湖サミット開催に合わせて北海道の魅力を全世界に発信するため、ミニスポット番組として英語による北海道の自然も紹介していた。タイトルは「Cool Hokkaido」。
  - 日本国内でもNHK札幌放送局を中心に北海道地方のみで放送された「北海道環境アーカイブス」（「NHKアーカイブス」の差し替え枠で不定期放送）でもステレオ音声・日本語字幕付き（地上デジタル放送はハイビジョン画質）で放送されていた。現在でもワンセグ2で不定期放送されるほか、北海道地方の総合テレビでも随時放送されている。
- 毎週金曜日の11:30－12:00、16:30－17:00、22:30－23:00、並びに金曜日4:30－5:00[1]には、日本国際放送が単独、ないしは民放各局と共同制作した番組を放送しているが、スマートフォンアプリでは著作権の関係上同時配信ができないため、環境映像に代えている。

## 日本国内放送の番組
NHKワールドTVは「海外への日本情報発信媒体とする」という方針が明確化されたため、これに当てはまらない番組については全てプレミアムへ移された。
なお、権利関係等により放送できない場合や、部分削除を行ったうえで時差放送する場合がある。NHKワールドの項も参照。

### 現在放送中の番組
- クローズアップ現代（Today's Close-Up、週2回の放送・完全英語吹き替え）
プレミアムでもGTVと同時に放送（ノンスクランブル放送）。
- NHKスペシャル（NHK Documentary）
関連番組のNスペ5min.（NHK Documentary 5min.）も放送
2024年度からはETV特集や国際放送オリジナルの作品を含めた旗艦ドキュメンタリー番組「Documentary360」[5]に改題する。
- COOL JAPAN～発掘!かっこいいニッポン～
- 美の壷（The Mark of Beauty）
- 総理記者会見「二」（GTV・BS1と同じ映像だが、テロップは全編英語となっている。）
プレミアムでも放送（ノンスクランブル放送。日本語音声のみ。GTV・BS1と同じ映像・テロップとなっている。内容によってはプレミアムのみで放送する場合がある）。
- シリーズ世界遺産100（英語字幕）
- 猫のしっぽ　カエルの手（At Home with Venetia in Kyoto）
- たけし アートビート
- グローバルディベートWISDOM
- 中井貴一のサラメシ（英訳版として「LUNCH ON!」に改題）
- ドキュメント72時間
- NHK Drama Showcase
国内向けで過去に総合テレビ『ドラマ10』『土曜ドラマ』『夜ドラ（よるドラも）』、BSプレミアム『プレミアムドラマ』などで放送されたドラマを再編集した内容を放送する。日本時間日曜日9時台と21時台は日本語の原版に英語字幕を入れたもの、同15時台と（月曜）3時台は英語に吹き替えたもの（作品によっては英語字幕のみ）を放送（2022年度開始）
- NHK WORLD Showcase
土・日曜日に放送（いずれも9・15・21・翌日3時台）。日曜日は上述の「Drama Showcase」の放送がない週に随時放送。NHK Documentary以外の国内向けの教養系番組を中心に構成。
- Time and Tide
過去にNHKの国内向けに放送された教養・ドキュメンタリー番組の中から、歴史要素の強いものをピックアップし、再構成して英訳放送する

※特記のないものはすべて完全英語吹き替えでの放送となっている。

### ワールド・プレミアムに移行した番組
- NHKニュースおはよう日本※（2008年3月31日から）
- NHKニュース (正午)※（2008年3月31日から）
- NHKニュース（GTV同時・時差放送 ※随時）
- NHK BSニュース（BS1同時　随時）
- NHKニュース7（GTV同時）「二」※
- ニュースウオッチ9（GTV同時）「二」※
- NHK週刊ニュース※
- 週刊こどもニュース※
- 日曜討論※
放送時間拡大される場合や大型国政選挙がある時には休止される場合もある。
- 地域情報番組※（一部）
『特報首都圏』をはじめ、全国各地の放送局が制作したものを抜粋して放送。
- 日本の、これから
- 経済最前線
- ホリデーにっぽん（土日以外の祝日のみ放送だが、番組編成の都合上、土日を含め、祝日でない日に放送される場合がある）
- 土曜スポーツタイム
- サンデースポーツ
- 視点・論点
- きょうの健康
- テレビ体操※（一部）
- みんなの体操
- 百歳バンザイ!
- みんなの童謡
- ふだん着の温泉
- さわやか自然百景※
- エリンが挑戦! にほんごできます。（2008年10月から）
- BSドキュメンタリー
- BS世界のドキュメンタリー
- 海外安全情報※
- 在外選挙のお知らせ（国政選挙の実施1ヶ月前から放送）

※印はノンスクランブル放送の対象番組となっており、海外での一般視聴者による直接受信および有料放送サービス対象外の日本国内でも一般の海外衛星放送受信装置で視聴が可能である。